# En sång som handlar om sig själv
En sång som handlar om sig själv är en sång ur revyn Spader, Madame! från 1969.
Sången sjöngs i revyn av slagverkaren i Gunnar Svenssons salongsorkester, Egil Johansen, till ackompanjemang av Glada grabbars kör och piano.
Texten är av Hans Alfredson och Tage Danielsson och originalmusiken består av inledningen av Franz Schuberts "Nachthelle" för tenorsolo, manskör och piano (D.892).